# Stockstadt-Erfelder Altrhein
Der Stockstadt-Erfelder Altrhein ist ein 16,4 Kilometer langer rechtsrheinischer Altrheinarm im Hessischen Ried, der unterhalb von Biebesheim vom Hauptstrom abzweigt und 5,2 Stromkilometer weiter nördlich oberhalb von Oppenheim in diesen wieder einmündet, nachdem er zuvor in einer 5,9 Kilometer nach Nordosten ausholenden Schleife an den namensgebenden Orten Stockstadt am Rhein und Erfelden vorbeikam. Zusammen mit dem Hauptstrom des Rheins umschließt er die größte hessische Rheininsel, den Kühkopf. Der Altrhein ist ein wesentlicher Bestandteil des Naturschutz-, FFH- und Vogelschutzgebietes Kühkopf-Knoblochsaue.
Der Abzweig vom Hauptstrom ist eher unscheinbar, wird aber gegen die Gefahr der Verlandung bewusst offen gehalten. Namentlich durch die Einmündung der aus dem Odenwald kommenden Modau bei Stockstadt und des Sandbachs hat der Altrhein ein wesentlich größeres Einzugsgebiet als nur die von ihm umschlossene Insel Kühkopf.
Der Altrhein ist der Rest des Hauptstroms, der übrig blieb, als in den Jahren 1828/29 die Rheinschleife um den bis dahin als Halbinsel beschreibbaren Kühkopf zur Rheinbegradigung durchstochen wurde. Der Kühkopf gehörte im Wesentlichen zur Gemarkung des linksrheinischen Ortes Gimbsheim, dessen Bewohner fortan ein Problem hatten, ihre Liegenschaften auf dem Kühkopf zu bewirtschaften. Die Gimbsheimer erhielten deshalb eine Wagenfähre über den Rhein, und   die ebenfalls, wenn auch weniger betroffenen Bewohner von Guntersblum hatten fortan eine Personenfähre.
Der Durchstich des Kühkopfs beschleunigte die Tiefenerosion des Flussbetts und grub dem alten Flusslauf so im Laufe der Zeit immer mehr das Wasser ab. Dadurch verlor Stockstadt seinen bis dahin für die Region bedeutenden Rheinhafen. Dessen Ausbau begann gegen Ende des 16. Jahrhunderts für die Landgrafschaft Hessen-Darmstadt unter Landgraf Georg I. Denn von hier aus ging der kürzeste Landweg vom Rhein zur aufstrebenden Residenzstadt Darmstadt. Von der einstigen Bedeutung geblieben ist nur noch von Stockstadt flussabwärts der Status als Bundeswasserstraße für den Altrhein.
Die Wasserfläche des Altrheins mit allen Verzweigungen wird mit 163,5 Hektar angegeben (Seefläche), seine mittlere Tiefe mit 2,5 Meter und seine größte Tiefe mit 5,0 Meter. Daraus ergibt sich ein Wasserinhalt von rechnerisch 4,0875 Millionen Kubikmeter.
Seit 1965 ersetzt eine Straßenbrücke über den Altrhein bei Stockstadt den Fährbetrieb zur hessischen Staatsdomäne Guntershausen und bei Erfelden gibt es eine Fußgängerbrücke.